# إتش. إرفينغ هانكوك
إتش. إرفينغ هانكوك (بالإنجليزية: H. Irving Hancock) (16 يناير 1868 - 1922)؛ كاتِب مُتخصِّص في أدب الأطفال، كيميائي، صحفي وروائي أمريكي.